# Фиумский инцидент
Фиумский инцидент — предположительно имевший место конфликт между формированиями австро-венгерского (эскадра) и русского (часть отряда) императорских флотов. Данные относительно инцидента сильно расходятся.

## Ход событий
В 1910 году часть отряда судов Балтийского флота в составе броненосца «Цесаревич», крейсеров «Рюрик» и «Богатырь», под командованием контр-адмирала Н. С. Маньковского, при заходе в порт Фиуме, на Адриатическом море (ныне — Риека), не получил ответа на произведённый салют, — ни с берега, ни от подошедшей вскоре австро-венгерской эскадры вице-адмирала Монтекукколи. Обязательным ритуалом при заходе боевых кораблей в иностранный порт или при встрече двух эскадр, принадлежащих флотам разных стран, был обмен так называемым салютом наций, состоящим из 21 залпа; для его осуществления на кораблях имелись специальные салютные пушки. Н. С. Маньковский отправился к австро-венгерскому адмиралу для объяснений по поводу нарушения военно-морского этикета, но не был им принят (позже русскому адмиралу было передано извинение с объяснением произошедшего допущенной оплошностью).
В ряде современных источников утверждается, что адмирал Маньковский заявил, что не выпустит эскадру адмирала Монтекукколи, не получив положенного салюта. Сознавая значительное превосходство австро-венгерской эскадры, три русских корабля готовились воевать с двумя десятками австрийских, поддержанных мощной крепостью. Утром 2 сентября 1910 года, в восемь часов, когда на русских кораблях были подняты флаги, салют был произведён. Команды «Цесаревича», «Богатыря» и «Рюрика» были выстроены во фронт, оркестры заиграли австрийский гимн; в ответ с адмиральского корабля австро-венгерской эскадры грянул русский гимн «Боже, Царя храни!» — фиумский инцидент был исчерпан.
Однако данная версия не находит документальных подтверждений и не описывается прессой того времени. Согласно данным бортового журнала «Цесаревича», а также дневникам Маньковского, в порт вошел лишь австрийский крейсер «Kaiser Karl VI», флагман адмирала Монтекукколи. Отсутствие салюта австрийский адмирал объяснил тем, что на борту было время отдыха, и просил ответного салюта не давать. На следующее утро перед отправлением «Kaiser Karl VI» выполнил необходимый салют со всеми формальностями, на чём инцидент был исчерпан.
По мнению российского историка С. В. Шпаковского, вся история с так называемым Фиумским инцидентом является выдумкой.